# Comuna Ivanivka, Liubașivka
Ivanivka (în ucraineană Іванівка) este o comună în raionul Liubașivka, regiunea Odesa, Ucraina, formată din satele Aheiivka, Antonivka, Ivanivka (reședința) și Stepanivka.

## Demografie
Componența lingvistică a comunei Ivanivka
     Ucraineană (94,04%)
     Română (4,31%)
     Alte limbi (1,02%)
Conform recensământului din 2001, majoritatea populației comunei Ivanivka era vorbitoare de ucraineană (94,04%), existând în minoritate și vorbitori de română (4,31%).